# Sergej Gennadjevič Čilikov
Sergej Gennadjevič Čilikov (26. června 1953, Kilemary – 21. června 2020, Joškar-Ola) byl ruský fotograf, pedagog a filozof. Od roku 1990 je členem Unie ruských fotografů.

## Životopis
Vystudoval Marjský pedagogický institut a získal titul Ph. D. ve filozofii. V letech 1976 až 1991 učil na univerzitách v Joškar-Ola. Člen a organizátor kreativní fotografické skupiny „FACT“ (Joškar-Ola – Čeboksary) v období 1976–1990.
Organizátor „Analytických výstav fotografie (bienále) v Joškar-Ola“ v letech 1980–1989 a každoročních fotografických plenérů „Na Kundyši“ od roku 1980.
V roce 1985 vydal knihu Fotografie v Joškar-Ole.
Autor knihy o ruské analytické filozofii: „ARTSEG. Vladělec věšči, ili Ontologija cubjektivnosti (Vlastník věci nebo Ontologie subjektivity). (Teoretický a historický náčrt, Joškar-Ola, 1993).
S řadou fotografických děl fotoprovokaciji, Děreběnskij Glamur, Pláž, Azartnyje igry, filosofija putěšestvija a dalších se zúčastnil festivalů Móda a styl ve fotografii v Moskvě, Fotobienále v Moskvě a Fotografická setkání ve francouzském Arles (2002) a dalších.
Sergej Čilikov pracoval s největšími moskevskými galeriemi jako jsou například Galerie Krokiny, Ridžina nebo Galerie XL.

## Samostatné výstavy
- 1981 – „Sergej Čilikov“, redakce časopisu „Knowledge-power“ Moskva
- 1985 – Dům kultury „Sergej Čilikov“. Alatyr
- 1991 – „Sergej Čilikov“, kino „Krym“. Feodosia
- 1991 – „Čilikovovy dny v Tveru“. Osobní výstava. Galerie fotografického umění. Kino „Hvězda“. Tver
- 2002 – „otLIČija“. 26. výstava v projektu Ju. Avakumova „24“. Moskevský dům fotografie, Moskva
- 2002 – Rustikální půvab. 4. měsíc fotografie v Moskvě „Photobiennale 2002“ Fotocentrum Unie novinářů v Rusku. Moskva
- 2003 – 2. mezinárodní fotografický festival „Metaphysical Reporting“. Řím
- 2004 – „Emelevo“, Galerie Krokin. Moskva
- 2005 – „Teen Spirit“. Galerie XL. Moskva
- 2006 – „PREKRASNYJ PETĚRBURG“. Galerie současné fotografie „Reflex“
- 2011 – Gastarbajtěry. Moskevské muzeum moderního umění
- 2016 – „Foto provokace“. Somerset House, Londýn[5]
- 2017 – „Foto provokace“. Chongqing, Čína[6]

## Autorská edice
- 2011 – texty: Dmitrij Kijan, Vladimir Dudčenko. Sergej Čilikov. Vybraná díla., 1978, Schilt Publishing. 192 s. ISBN 978-5-9903536-1-9

## Edice
- 2012 – Evgenij Berezner, Irina Čmyreva, Natalia Tarasova a Wendy Watriss. Contemporary Russian Photography (Současná ruská fotografie). FotoFest 2012, Bienále Houston.